# 관음산
관음산(觀音山)은 대한민국 경기도 포천시 영중면, 일동면, 이동면, 영북면에 걸쳐 있는 높이 733m의 산이다.

## 같이 보기
- 한국의 산